# いなせランド総合遊園地
いなせランド総合遊園地は、かつて北海道弟子屈町に存在していた総合レジャー施設。

## 概要
当初は和琴温泉開発が開発を着手し、その後、成井林業、光風苑、松田鉄蔵・松田力三らに引き継がれ、最終的には屈斜路観光が開発した。いなせレジャーランド（キャンプ場・露天風呂・スパ施設・遊園施設）は弟子屈町、および石炭採掘の鉱業所は枝幸郡中頓別町の北海道内2か所に立地し、どちらも関西の企業により運営されていた。
2001年、経営上の判断により、施設維持費の必要な主力屋内施設・遊園施設（どちらも弟子屈の方にのみ存在）が廃止された。利用者の大半や地元住民・近隣自治体住民からは、「いなせランド」「いなせレジャーランド」と言えば、廃止された屋内施設のみを指す事が長年に渡って事実上定着していた。屋内施設廃止後もキャンプ場のみ営業を継続していたが、2015年時点で閉鎖となっている。

## 沿革
- 1956年（昭和31年）5月 和琴温泉開発株式会社が温泉利用による住宅および療養施設建設のため分譲開始
- 1964年（昭和39年）4月 成井林業株式会社が温泉旅館および観光施設経営のために温泉ボーリング開始
- 1965年（昭和40年） 株式会社光風苑が公衆浴場・売店などをつくり弟子屈町民の憩いの場として開放。同年に、松田鉄蔵らが私費（五億円）を投じて「いなせ農園」「いなせ観光」「鹿苑荘」を通じて、温室・農園・ヘルスセンターなどを建設。
- 1967年（昭和42年）7月 「いなせ農園」「いなせ観光」「鹿苑荘」など赤字経営のため破産。施設は放置される
- 1970年（昭和45年） 株式会社光風苑が公衆浴場・売店などをさらに充実させ、ジャングル風呂・温水プール・ニジマス釣り堀・ゴルフ練習場・レストハウスなどを備えた総合レジャー施設を建設。同年7月に屈斜路観光株式会社が「いなせ農園」「いなせ観光」「鹿苑荘」を買収。五か年計画で更なる総合レジャーランド化を目指し、同年11月に第一次オープン[3]。
- 1982年（昭和57年）7月31日 大阪緑風観光株式会社が事業を継承。
- 1986年 （昭和61年）弟子屈町よりビラオスキー場を継承。
- 2001年（平成13年） 閉園。

## 主な施設
- ジャングル園（ジャングル風呂）
  - 三角屋根のサンルームタイプ。湯船は4種類。熱帯地方生息の鳥が室内で放し飼いされていた。
- 鹿苑荘（宿泊施設）、フロント
  - 家族向けが107室、団体客向け部屋が6部屋。
- 座敷食堂
- 宴会場
- 大広間
- ゲームセンター
  - 年代物のエレメカ、ピンボール、ビデオゲーム（テーブル型ではなく、立って操作するタイプ）が多数設置。
- 土産物コーナー
- この他、鹿牧場・あやめ園・つつじ園・子供遊園地・馬場・ヘルスセンター等もあった[4]。

## その他
- 入場料金は大人500円、子供300円。

## 関連書籍
- 廃墟紀行 荒廃した静寂な空間が語る郷愁 (著:栗原亨 出版:マガジンランド 2007年8月1日) ISBN 9784944101252